# Леоніха
Леоні́ха (рос. Леониха) — присілок у складі Лосино-Петровського міського округу Московської області, Росія.

## Населення
Населення — 246 осіб (2010; 161 у 2002).
Національний склад (станом на 2002 рік):
- росіяни — 89 %